# Vízové požadavky pro české občany

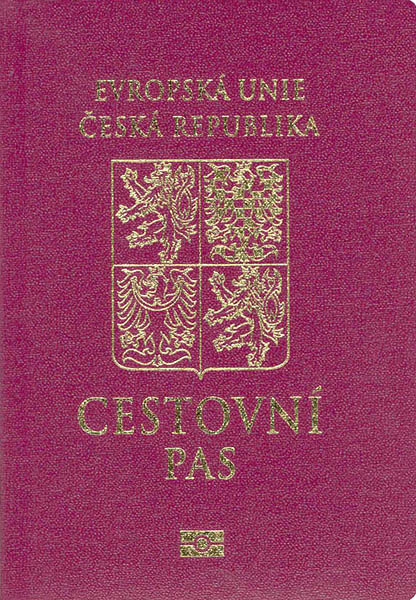
Cestovní pas České republiky je doklad potvrzující české a zároveň i evropské občanství.

Vízové požadavky pro občany České republiky jsou administrativní omezení vstupu ze strany státních orgánů jiných států na občany České republiky. Čeští občané patří mezi nejméně vízově omezené národnosti s volným vstupem do 182 zemí v roce 2018. Český cestovní pas se řadí na sedmé místo společně s Maltou a Novým Zélandem dle volnosti bezvízového pohybu ve srovnání s ostatními státními příslušnostmi dle tzv. Henley & Partners Passport Indexu.

## Mapa vízových požadavků

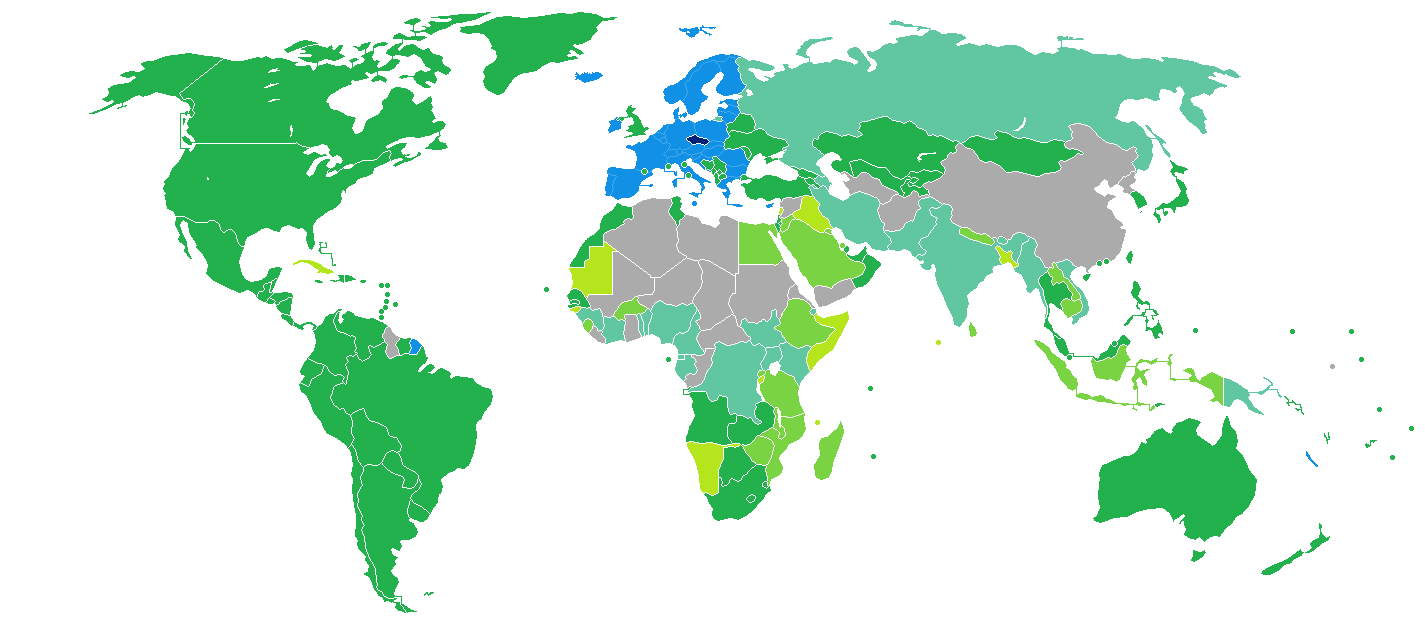
Vízové požadavky pro občany České republiky
Česká republika
Svoboda pohybu
Vízum není nutné
Vízum při příjezdu
Elektronické vízum
Visa je k dispozici jak při příjezdu, tak i online
Vízum je nutné před příjezdem